# Yen Le Espiritu
Yến Lê Espiritu (* 13. Februar 1963) ist eine US-amerikanische Soziologin und Ethnologin vietnamesischer Herkunft. Sie ist Distinguished Professor of Ethnic Studies an der University of California, San Diego. Ihre Forschungsschwerpunkte sind: Kritische Flüchtlingsforschung (Critical refugee studies), Kritische Migrationsforschung (Critical immigration studies), Asian American studies, Geschlecht und Migration sowie US-Militarismus.
Espiritu machte das Bachelor-Examen (Hauptfach Kommunikationswissenschaft) 1985 an der University of California (UC), San Diego und den Master-Abschluss (Soziologie) 1987 an der University of California, Los Angeles. Dort wurde sie 1990 zur Ph.D. promoviert. Seither lehrt und forscht sie am Department of Ethnic Studies der UC San Diego: Bis 1994 als Assistant Professor, von 1994 bis 1997 als Associate Professor und seit 1997 als Full Professor.
1997/98 amtierte sie als Präsidentin der Association for Asian American Studies (AAAS).

## Schriften (Auswahl)
- Body counts. The Vietnam War and militarized refuge(es). University of California Press, Berkeley 2014, ISBN 978-0-520-27770-0.
- Asian American women and men. Labor, laws, and love. 2. Auflage. Rowman & Littlefield Publishers, Lanham 2008, ISBN 978-0-7425-6060-4 (1. Auflage, Sage Publications, Thousand Oaks 1997, ISBN 0-8039-7254-7).
- Home bound. Filipino American lives across cultures, communities, and countries. University of California Press, Berkeley 2003, ISBN 0-520-22755-7.
- Asian American panethnicity. Bridging institutions and identities. Temple University Press, Philadelphia 1992, ISBN 0-87722-955-4.